# Mansfield, Louisiana
Mansfield är administrativ huvudort i DeSoto Parish i Louisiana. Slaget vid Mansfield utkämpades i trakten 1864. Vid 2010 års folkräkning hade Mansfield 5 001 invånare.

## Kända personer från Mansfield
- Vida Blue, basebollspelare
- O.C. Smith, musiker